# Szenes Andor
Szenes Andor, születési nevén Szenes Andor Béla (Budapest, 1899. december 2. – Budapest, Kőbánya, 1935. július 11.) költő, műfordító, újságíró. Szenes Béla unokatestvére, Szenes Iván édesapja.

## Életrajz
1899. december 2-án született Budapest V. kerületében, Szenes Zsigmond felsőozori származású orvos és a munkácsi születésű Kroó Mária gyermekeként. Jogot végzett, ezt követően újságíró lett. Szerkesztője volt a Színház és Divatnak, később a Színházi Élet rovatvezetője. Társszerzője közel harminc operettnek, zenés játéknak, Kálmán Imre és Lehár Ferenc operettjeinek fordítója, átdolgozója. Írt sanzonokat, magyar nótákat, kabarétréfákat és jeleneteket is. Halálát tüdőgümőkór okozta. Felesége Kelemen Piroska volt. Korai halálát megérezte. Sírversét is megírta, amely olvasható nyugvóhelyén:
Tudom, hogy elmegyek
itt nem használ a kérés
az úton nincs megállás
és nincsen visszatérés

## Színpadi művei

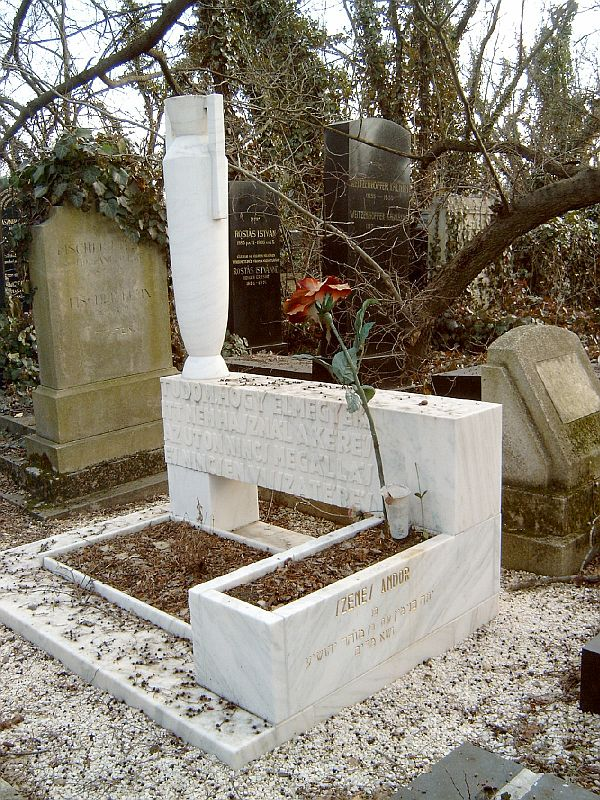
Szenes Andor sírja Budapesten. Kozma utcai izraelita temető: 12-2-46.

Több, mint harminc színpadi mű szerzője. Ezeket Budapesten (Király, Víg, Városi színház és az Andrássy úti Színpad) és vidéken is játszották. Ezek közül a legismertebbek:
- Egy csók és más semmi
- Fekete Péter, (Eisemann Mihály)[8]
- Ma éjjel szabad vagyok
- Halvány sárga rózsa
- Teddy és partnere
- Bolondóra
- Este hétkor. Komédia; Rényi, Bp., 1919 (Fehér kabaré könyvtár)

### Fordítások, átdolgozások
- Friderika, Szép a világ Lehár Ferenc
- A Montmartre-i ibolya; Ördöglovas, Kálmán Imre
- Weekend, (Mme. Guibert)
- Őrült nők ketrece

Slágerei
- Ma Önről álmodtam megint (Kálmán Imre)
- Maga rég nem lesz a világon, Ott fogsz majd sírni, ahol senki se lát (Zeneszerző: Kola József)
- Kombiné (Majorossy Miklós Aladár–Darvas Szilárd)[9]
- Már megettem a kenyerem javát (Sándor Jenő)
- Ma éjjel szabad vagyok (Eisemann Mihály)
- Mindegy nekem
- Ne sírj kislány minden május tovaszáll
- Majdha újra sírni tudsz (Malcsiner Béla)
- Az nem lehet (Kola József)
- Nem kell pénz a boldogsághoz
- Hiába búcsúzunk (Mocsányi László)
- Hova visz az őszi szél?

Magyar nóták
- Nem lehet azt parancsolni senkinek, hogy azt szeresse, kit a szíve nem szeret
- Miért nem szabad szeresselek
- Nem kell pénz a boldogsághoz